# Sermljazjka
Sermljazjka (ryska: Сермляжка) är ett vattendrag i Belarus.   Det ligger i voblasten Minsks voblast, i den centrala delen av landet, 60 km sydväst om huvudstaden Minsk.
Omgivningarna runt Sermljazjka är en mosaik av jordbruksmark och naturlig växtlighet. Runt Sermljazjka är det ganska glesbefolkat, med 24 invånare per kvadratkilometer.